# Wikingerrennen

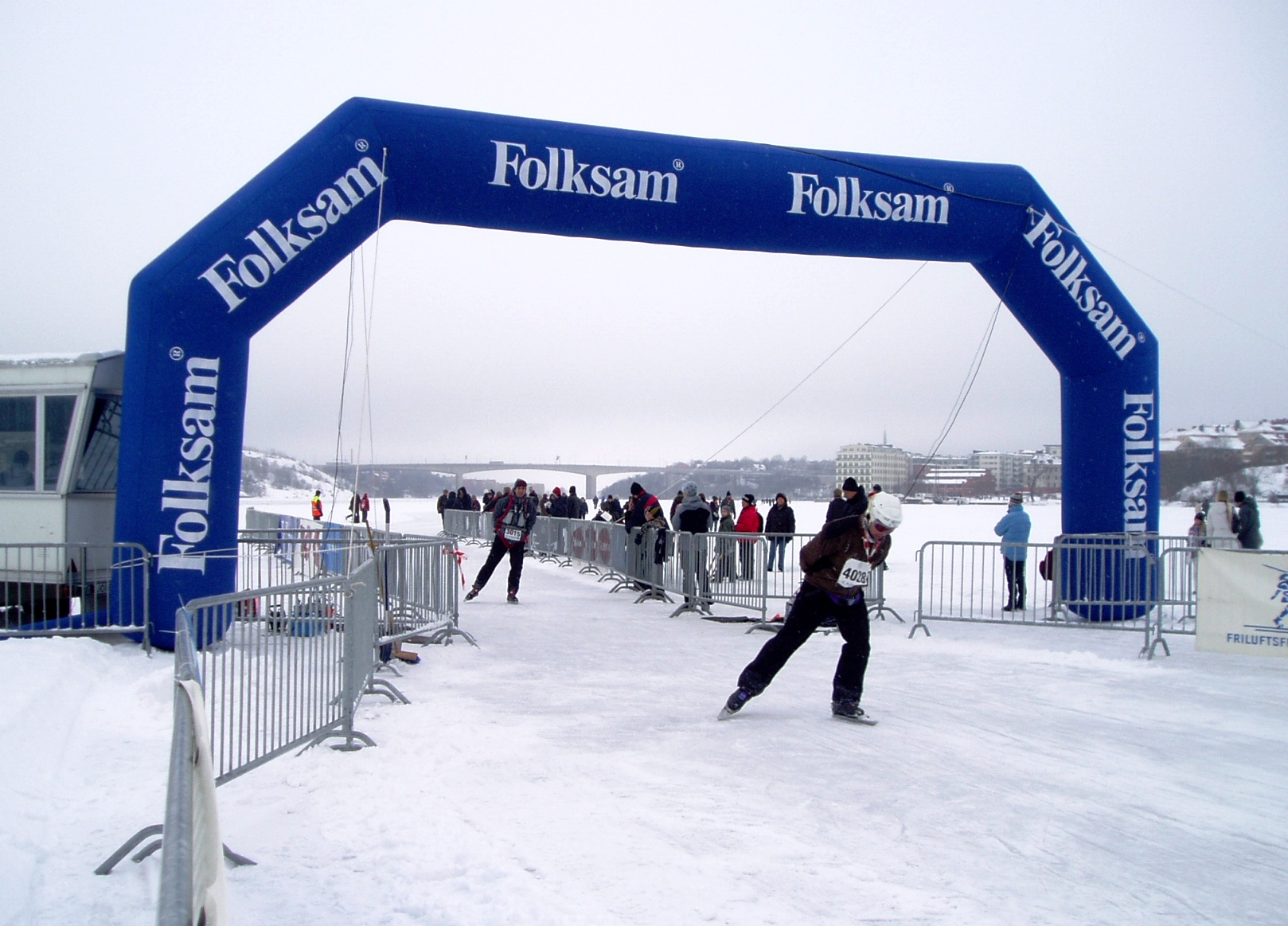
Vikingarännet 2010, Zieleinlauf in Stockholm

Das Wikingerrennen (schwedisch: Vikingarännet) ist eine Sportveranstaltung, bei der die Teilnehmer mit Schlittschuhen eine längere Distanz auf dem Eis des Mälarsees zurücklegen.
Das Rennen geht planmäßig über 80 Kilometer, wobei der Startpunkt in der Nähe von Uppsala liegt und das Ziel im Stockholmer Stadtteil Hässelby. Aufgrund der teilweise unsicheren Eisverhältnisse musste das Rennen in den letzten Jahren mehrfach verkürzt durchgeführt oder sogar ganz eingestellt werden. Auch der Zeitpunkt der jährlich stattfindenden Veranstaltung kann von den Organisatoren kurzfristig geändert werden.
Das erste Wikingerrennen fand 1999 statt und war von den holländischen Grachtenläufen inspiriert. Die Teilnehmer benutzen hauptsächlich moderne Touren-Schlittschuhe und setzen auch Langlaufskistöcke ein. Im Januar 2006 wurde ein 50 Kilometer langes Teilstück der Rennstrecke unter dem Namen „Vikingaslingan“ als längste Schlittschuhbahn der Welt eingeweiht. Diese wird von den angrenzenden Gemeinden permanent schneefrei gehalten, solange die Eisverhältnisse es zulassen. Neu beim Rennen von 2003 war eine Kurzstrecke über 50 km, beim Rennen von 2006 stand ein „Schnupperkurs“ über 22 km auf dem Programm.
Die schnellste Zeit über die gesamte Distanz wurde 2005 mit 2 Stunden, 44 Minuten und 7 Sekunden vom Schweden Johan Håmås aus Jönköping aufgestellt.